# Apogon tchefouensis
Apogon tchefouensis är en fiskart som beskrevs av Fang 1942. Apogon tchefouensis ingår i släktet Apogon och familjen Apogonidae. Inga underarter finns listade i Catalogue of Life.